# Early in the Morning (chanson de Sonny Boy Williamson I)
Pour les articles homonymes, voir Early in the Morning.
Singles de Sonny Boy Williamson I
Bluebird Blues
(1937) Suzanna Blues
(1937)
Early in the Morning (parfois appelée Bout the Break of Day) est une chanson de blues enregistrée par Sonny Boy Williamson I en 1937. Répertoriée en tant que standard du blues, elle a été inspirée par des airs anciens du blues traditionnel. Early in the Morning a été enregistrée par de nombreux musiciens, y compris Junior Wells, qui en a fait une partie intégrante de son répertoire.

## Origines
Charlie Spand enregistre Soon This Morning, le 6 juin 1929. Interprétée par Spand au chant et au piano, la chanson s'ouvre sur :
It's early in the mornin' 'bout the break of day
My head on the pillow where my mama used to lay
Spand enregistre par la suite plusieurs versions de Soon This Morning. Quantité d'autres bluesmen enregistrent également des variantes de la chanson, changeant souvent les paroles. Parmi les interprétations anciennes on compte At the Break of Day de Big Bill Broonzy (1934), Early This Morning de Walter Roland  (1934), Soon in the Morning de Jimmie Gordon (1935), Bout the Break of Day de Bill Gaither  (1936), Early in the Morning de Speckled Red (1938), et So Early in the Morning de Washboard Sam (1939).
Leroy Carr enregistre Truthful Blues le 14 août 1928, soit 10 mois avant l'enregistrement de Spand. Bien qu'il interprète la chanson dans un tempo plus lent et utilise des paroles différentes, il y a des éléments similaires à Soon This Morning. Chanté également dans le style piano blues, l'enregistrement  de Carr s'ouvre sur :
And I woke up this mornin' just about the break of day
And I woke up this mornin' just about the break of day
And I did not have no sweet woman just to drive my blues away
Les deux variantes des paroles sont fréquemment utilisés dans les enregistrements ultérieurs, mais on ne sait pas si l'enregistrement de Carr a influencé Spand.

## Sonny Boy Williamson I
John Lee "Sonny Boy" Williamson enregistre Early in the Morning en 1937. La chanson est un blues à 12 mesures en tempo medium, interprété par Williamson au chant et à l'harmonica, accompagné par Robert Lee McCoy (plus tard connu comme Robert Nighthawk) et Henry Townsend aux guitares. Des phrases d'harmonica répondent au vers chantés selon le style caractéristique de Williamson, qui deviendra l'un des fondements de l'harmonica blues. Le refrain utilise des paroles semblables aux premiers morceaux :
You tell me 'Come early in the mornin', baby 'bout the break of day'
Now ya oughta see me grab the pillow where my baby used to lay
Early in the Morning de Williamson (ainsi que les versions antérieures) sort avant que les chansons de blues ne soient classées par les magazines musicaux tels que Billboard. Quand il ré-enregistre la chanson en 1945, il n'apparaît pas dans les charts R&B.

## Junior Wells
L'harmoniciste de blues de Chicago  Junior Wells enregistre plusieurs versions d'Early in the Morning au cours de sa carrière. La première en 1954 pour States Records (S-139) ; intitulée Bout the Break of Day, Wells y ajoute plusieurs couplets puisés dans des versions antérieures de la chanson par d'autres artistes. Wells, au chant et à l'harmonica, est accompagné de Muddy Waters et Louis Myers aux guitares, Otis Spann au piano, Willie Dixon à la basse et Fred Below à la batterie. En 1965, il enregistre deux autres versions avec Buddy Guy – un enregistrement live au Pepper's Lounge de Chicago paru sur It's My Life, Baby!  (Vanguard) et un enregistrement studio l'album Hoodoo Man Blues.

## Autres interprétations
De nombreux artistes ont enregistré leur propre version d'Early in the Morning, parmi lesquels Tampa Red (1951), Muddy Waters (1963, publiée plus tard sur One More Mile, 1994) , Charlie Musselwhite sur Stand Back! Here Comes Charley Musselwhite's Southside Band (1967), et B.B. King avec Van Morrison sur B.B. King & Friends: 80 (2005).  Eric Clapton enregistre trois versions d'Early in the Morning : une en studio sur Backless (1978) et des versions live sur Crossroads 2: Live in the Seventies (1978, sorti en 1996) et Just One Night (1980).